# LEVC TX
LEVC TX (ранее известный как TX5) — такси, выпускающееся британским производителем электромобилей London Electric Vehicle Company, дочерней компанией китайской автомобильной компании Geely. Является подключаемым гибридным автомобилем с увеличенным запасом хода.
Транспортное средство спроектировано в соответствии с правилами Transport for London Taxi Private Hire, которые запретили закупки такси с дизельными двигателями, начиная с января 2018 года, требуя возможности с нулевым уровнем выбросов.

## Описание
Производство LEVC TX началось в 2017 году. Первые прототипы поступили в 2018 году в корпорацию Transport for London, чьи правила позволили только автомобилям с нулевым уровнем выбросов стать дополнением к городскому таксопарку. К февралю 2018 года LEVC TX стало единственным такси, соответствующим нулевому уровню выбросов.
К апрелю 2022 года в Лондон поступило более 5000 автомобилей LEVC TX, что составляет около трети парка такси Лондона. В мае 2022 года было объявлено об эксплуатации более 7000 LEVC TX по всему миру.
За пределами Лондона LEVC TX также эксплуатируется в качестве такси в Австрии, Австралии, Азербайджане, Китае, Дании, Франции, Германии, Индии, Израиле, Японии, Польше, Испании и Швейцарии.

## Технические характеристики
Платформа LEVC TX изготовлена из алюминия, что даёт LEVC TX 32-процентный коэффициент локализации деталей по стоимости. На Китай и Европу приходится по 32% контента, в то время как на долю США приходится 4%. В движение автомобиль приводится 1,5-литровым бензиновым двигателем с турбонаддувом производства Volvo и электродвигателем мощностью 110 кВт (148 л. с.) производства Siemens. Ёмкость аккумулятора LG Chem составляет 33 кВт⋅ч.
Разъёмы для зарядки установлены по обе стороны радиаторной решётки. Мощность постоянного тока составляет 50 кВт, а переменного — 22 кВт.

## Галерея

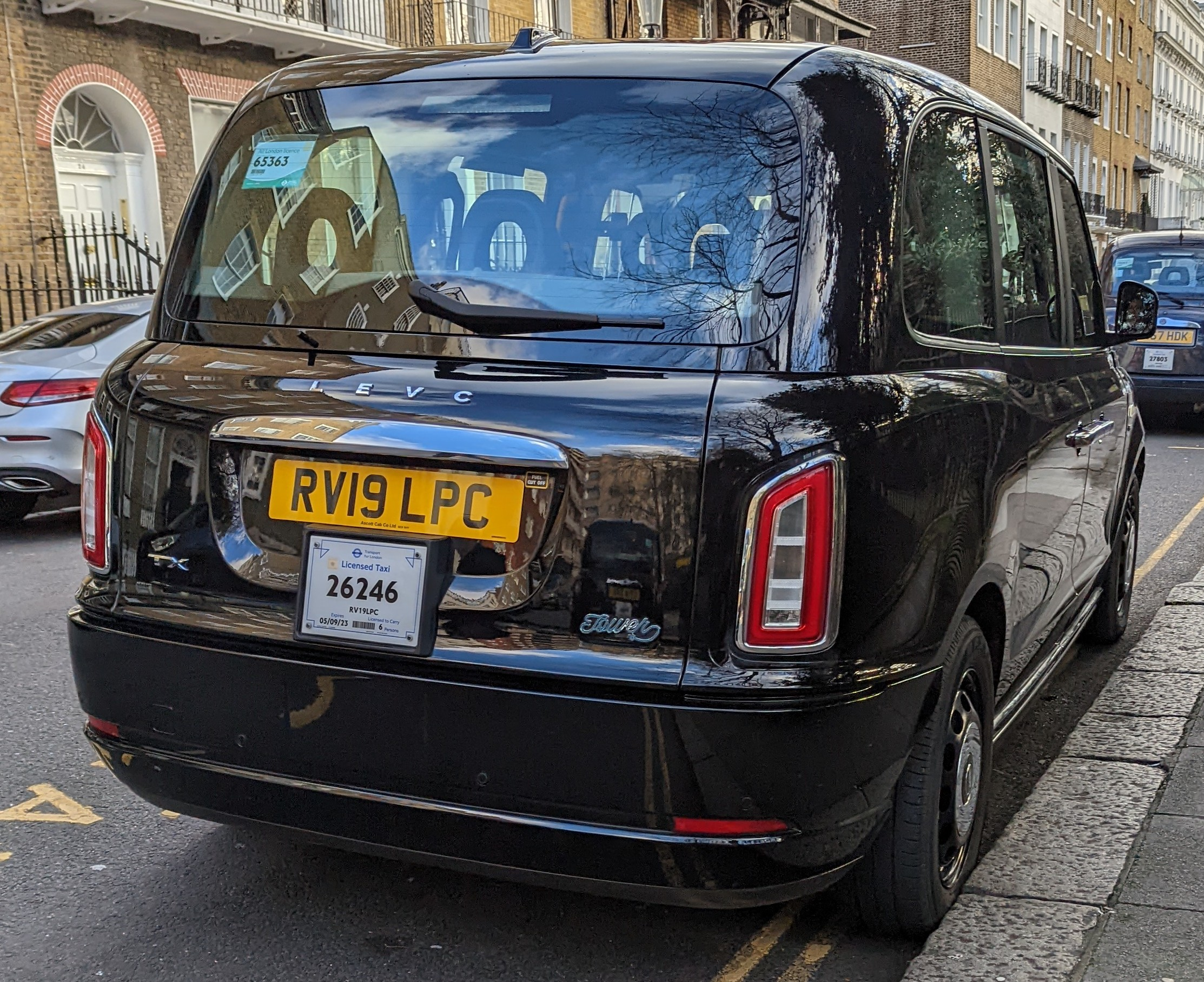
Вид сзади
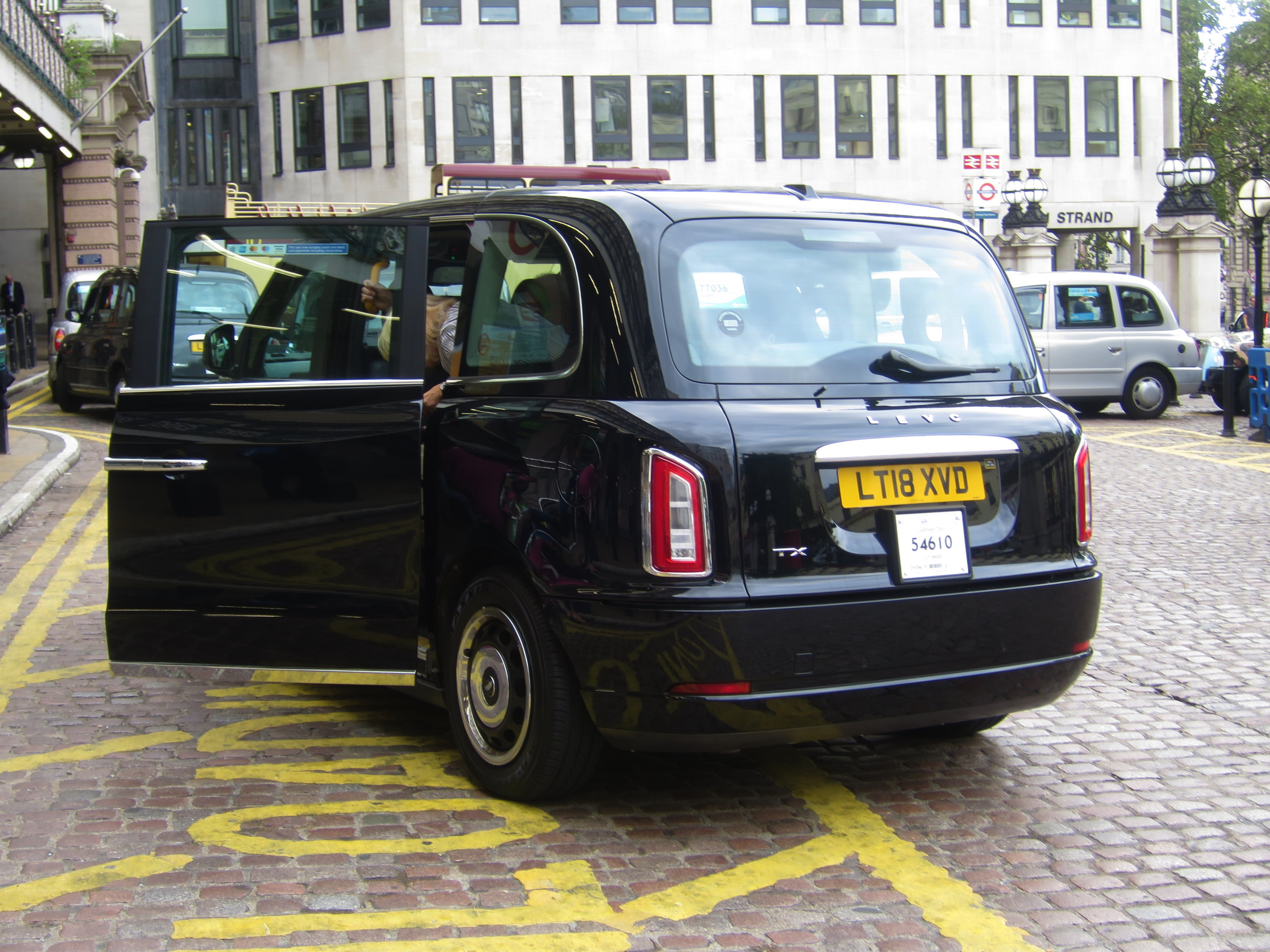
Заднепетельные двери
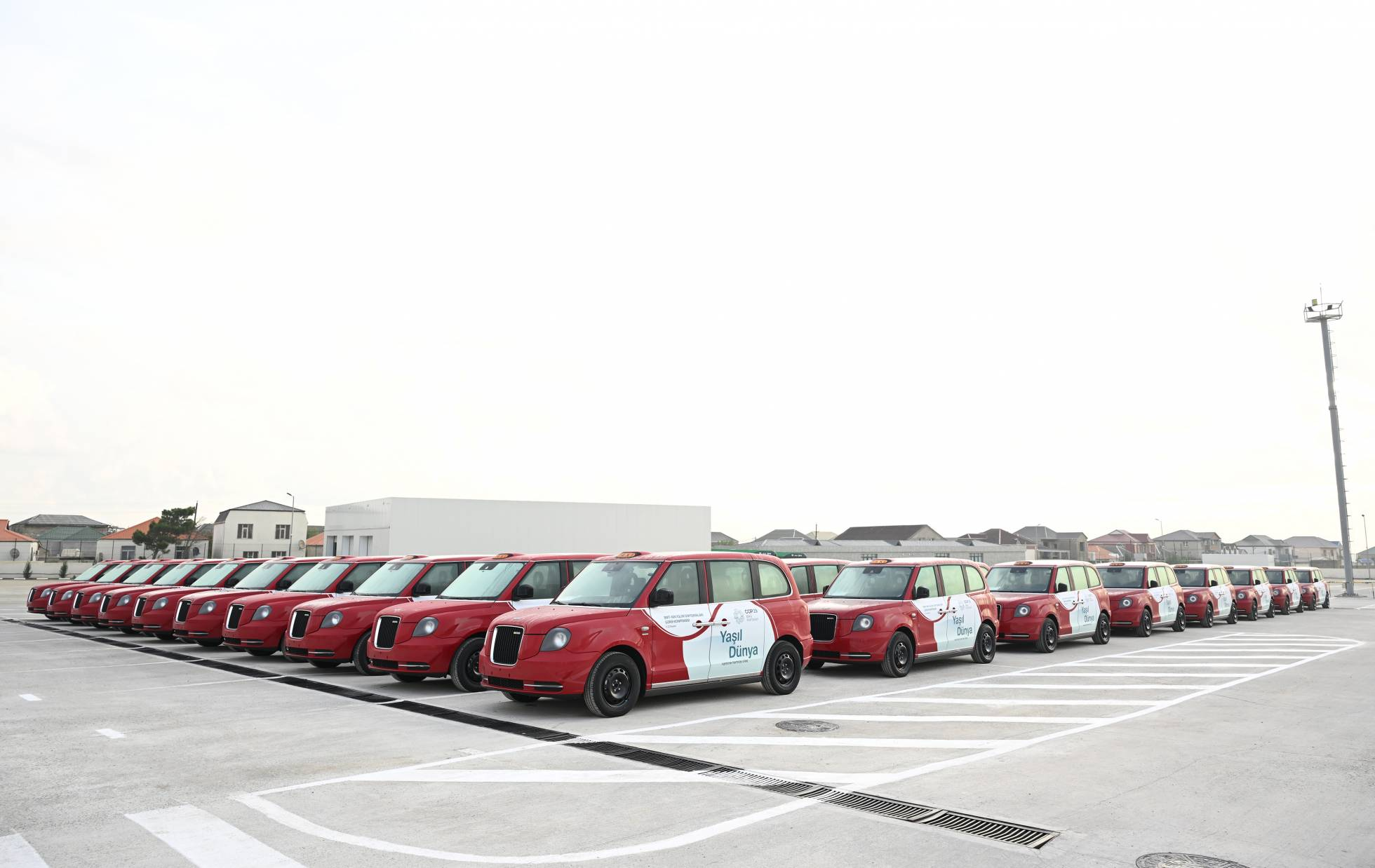
Гибридные такси LEVC TX5